# Leon Jelonek
Leon Jelonek (ur. 16 marca 1916 w Częstochowie, zm. 20 grudnia 1994 tamże) – polski dyrygent, pedagog, publicysta.

## Życiorys
Ukończył Państwowe Seminarium Nauczycielskie Męskie w Częstochowie (1936). W latach 1936–1937 odbył V Dywizyjny Kurs Podchorążych Rezerwy, uzyskując stopień st. strzelca. Następnie podjął pracę jako nauczyciel szkół powszechnych w powiecie częstochowskim, a później w Częstochowie. W 1945 roku zaangażował się do powstającej w Częstochowie orkiestry symfonicznej jako altowiolista.
W latach 1949–1954 Leon Jelonek odbył wyższe studia muzyczne na Wydziale Kompozycji, Teorii i Dyrygentury w Państwowej Wyższej Szkole Muzycznej w Katowicach (obecnie Akademia Muzyczna im. K. Szymanowskiego), uzyskując dyplom artysty-muzyka w zakresie dyrygentury, w klasie prof. Artura Malawskiego. Podczas studiów zatrudnił się do zespołu orkiestry Filharmonii Śląskiej jako muzyk. Po uzyskaniu dyplomu uczelni powrócił do częstochowskiej orkiestry symfonicznej (obecnie Filharmonia Częstochowska im. B. Hubermana), obejmując stanowisko II dyrygenta, na którym pozostał przez następne 17 lat, do 1971 r.
W 1971 roku rozpoczął pracę jako nauczyciel akademicki w nowo powołanej Wyższej Szkole Nauczycielskiej w Częstochowie (obecnie Uniwersytet Jana Długosza w Częstochowie). W latach 1974–1977 pełnił funkcję prodziekana Wydziału Humanistyczno-Pedagogicznego.
Był inicjatorem i wykonawcą koncertów umuzykalniających dla dzieci i młodzieży oraz autorem publikacji z zakresu kultury muzycznej.
Działał w stowarzyszeniach muzycznych i literackich. Wzmianki o nim znajdują się w polskich i zagranicznych wydawnictwach encyklopedycznych z dziedziny muzyki
Za swoją działalność otrzymał wiele nagród i odznaczeń.
Pochowany 23 grudnia 1994 r. na Cmentarzu Rakowskim w Częstochowie.
Z okazji 100 rocznicy urodzin Leona Jelonka w listopadzie 2016 roku w Filharmonii Częstochowskiej odbył się uroczysty koncert poświęcony jego pamięci. Również Muzeum Częstochowskie w ramach Gabinetu Wybitnych Częstochowian przedstawiło w okresie III-VI 2017 r. okolicznościową ekspozycję ilustrującą życie i dorobek muzyczny Leona Jelonka.
Materiały i dokumenty związane z życiem i działalnością Leona Jelonka zostały we wrześniu 2019 r. przekazane przez rodzinę do zasobów Państwowego Archiwum w Częstochowie.

## Działalność dyrygencka
Jako dyrygent Leon Jelonek zadebiutował 11 czerwca 1949 r. w monograficznym koncercie symfonicznym Miejskiej Orkiestry Symfonicznej w Częstochowie, obejmującym utwory L.v. Beethovena. W tym okresie dyrygował też inscenizacjami muzycznymi amatorskiego zespołu w fabryce "Warta" oraz współpracował z miejscowym Państwowym Teatrem (obecnie Teatr im. Adama Mickiewicza w Częstochowie) jako kierownik muzyczny (1951 r.)
Spośród wielu dyrygentów Filharmonii Częstochowskiej Leon Jelonek pełnił tę funkcję najdłużej. Przez 17 lat działalności poprowadził przeszło tysiąc koncertów symfonicznych, koncertów muzyki popularnej oraz koncertów umuzykalniających dla dzieci i młodzieży. Solistami koncertów byli wybitni artyści polskiej i zagranicznej sceny muzycznej: Władysław Kędra, Lidia Grychtołówna, Andrzej Hiolski, Bogdan Paprocki, Wiesław Ochman, Adam Harasiewicz, Irina Sijałowa, Kaja Danczowska, Witold Herman, Janusz Olejniczak, Fu Cong i inni. 6 listopada 1965 r. poprowadził historyczny koncert, inaugurujący działalność orkiestry w nowej siedzibie. Za jego kadencji jako kierownika artystycznego orkiestry, w roku 1966 odbył się w Częstochowie I Ogólnopolski Festiwal Stowarzyszenia Polskiej Młodzieży Muzycznej "Pro Musica", kontynuowany potem w Filharmonii przez ponad 20 lat. Dyrygował gościnnymi występami częstochowskiej orkiestry w kraju i zagranicą. W marcu 1994 roku, z okazji jubileuszu 50-lecia pracy artystycznej dyrygował uroczystym koncertem częstochowskich filharmoników, z Januszem Olejniczakiem jako solistą.

## Działalność pedagogiczna
Działalność pedagogiczna Leona Jelonka ukierunkowana była na umuzykalnienie młodego pokolenia i podnoszenie jego kultury muzycznej. W latach 1956–1972 Leon Jelonek był nauczycielem w Państwowej Szkole Muzycznej I i II stopnia w Częstochowie (obecnie Zespół Szkół Muzycznych im. Marcina Żebrowskiego). Prowadził klasę dyrygowania, założył pierwszą w dziejach Szkoły uczniowską orkiestrę symfoniczną. W tym okresie Leon Jelonek był też wykładowcą metodyki wychowania muzycznego w Studium Nauczycielskim w Częstochowie (1958–1967) oraz teorii i estetyki muzyki w Studium Humanistycznym w Częstochowie (1958–1964). Nauczał przedmiotów muzycznych i prowadził chór w Państwowym Liceum Pedagogicznym (1947-1948), Liceum im. R. Traugutta (1947–1951 (obecnie II Liceum Ogólnokształcące im. Romualda Traugutta w Częstochowie) oraz w Państwowym Liceum Pedagogicznym Wychowawczyń Przedszkoli (1956–1957).
Jako nauczyciel akademicki Wyższej Szkoły Pedagogicznej w Częstochowie Leon Jelonek był organizatorem oraz wieloletnim (1971–1979) kierownikiem Zakładu Wychowania Muzycznego na Wydziale Humanistyczno-Pedagogicznym. Po przeprowadzeniu przewodu naukowego został powołany na stanowisko docenta (1997). Utworzył uczelniany chór akademicki, z którym często występował jako jego dyrygent. Wykładał też w Wyższej Szkole Pedagogicznej w Kielcach. Był promotorem licznych prac magisterskich.

## Działalność publicystyczna
Wybrane publikacje:
- Pierwsze miesiące działalności Orkiestry Symfonicznej w Częstochowie, „Informator Kulturalny Województwa Częstochowskiego” nr 5/75, maj 1984 r.; nr 4/86, kwiecień 1985 r.
- Niektóre problemy umuzykalnienia dzieci i młodzieży. Komunikaty naukowe Towarzystwa Literackiego im. A. Mickiewicza, Oddział Częstochowa Rok IV, nr 10, 1966
- Tradycje muzyczne Częstochowy Cz.1-8. Szereg artykułów w Informatorze Kulturalnym Województwa Częstochowskiego 1986, 1990
- Teatr w pierwszych tygodniach i miesiącach 1945 r. „Życie Częstochowy” 14.02.1988.
- Muzyka na Jasnej Górze. Miesięcznik Częstochowski, dodatek do Dziennika Częstochowskiego „24 godziny” cz.1, nr 2, z dn. 10-12.04.1992 r., cz. 2, nr 3, z dn. 15-17.05.1992 r.
- L. Jelonek. Z dziejów życia muzycznego w Częstochowie. Wyd. WSP Częstochowa 1995 (pośmiertnie)

## Działalność społeczna
- Sekretarz Związku Zawodowego Muzyków Oddział w Częstochowie 1946 – 1950
- Przedstawiciel Społecznej Organizacji Imprez Artystycznych ”Artos” na m. Częstochowa 1947 – 1949
- Przewodniczący Rady Zakładowej Orkiestry Państwowej Filharmonii w Katowicach 1952 – 1954
- Członek założyciel Stowarzyszenia Polskich Artystów Muzyków (SPAM). Przedstawiciel środowiska muzyków częstochowskich na Zjeździe Organizacyjnym SPAM Warszawa X 1956
- Sekretarz Koła SPAM w Częstochowie 1956 – 1971
- Członek Towarzystwa Literackiego im. A. Mickiewicza Oddział w Częstochowie 1957-1972
- Uczestnik Kongresu Upowszechniania Kultury Muzycznej. Warszawa XII 1979
- Członek ZBoWiD
- Członek Społecznego Komitetu Budowy Sali Koncertowej (Filharmonia Częstochowska im. Bronisława Hubermana) 1955 – 1965
- Członek Prezydium Rady Zakładowej Związku Nauczycielstwa Polskiego w Wyższej Szkole Pedagogicznej w Częstochowie 1975 – 1977

## Nagrody i odznaczenia
- Krzyż Kawalerski Orderu Odrodzenia Polski (1985)
- Złoty Krzyż Zasługi (1973)
- Medal Komisji Edukacji Narodowej (1973)
- Nagrody Ministra Szkolnictwa Wyższego i Techniki (1972, 1974, 1977)
- Nagroda J. M. Rektora WSP (1975)
- Nagrody Miasta Częstochowy (1949, 1960, 1971)
- Nagroda Województwa Częstochowskiego (1975)